# NGC 2952
NGC 2952 é uma galáxia espiral (Sd) localizada na direcção da constelação de Hydra. Possui uma declinação de -10° 11' 04" e uma ascensão recta de 9 horas, 37 minutos e 37,1 segundos.
A galáxia NGC 2952 foi descoberta em 1886 por Frank Müller.